# C1 Ariete
C1 Ariete je italský hlavní bitevní tank, vyvinutý společnostmi OTO Melara a Fiat – Iveco s cílem vytvořit vozidlo s palebnou silou, mobilitou a moderními technologiemi ochrany srovnatelné s konkurencí.

## Vývoj

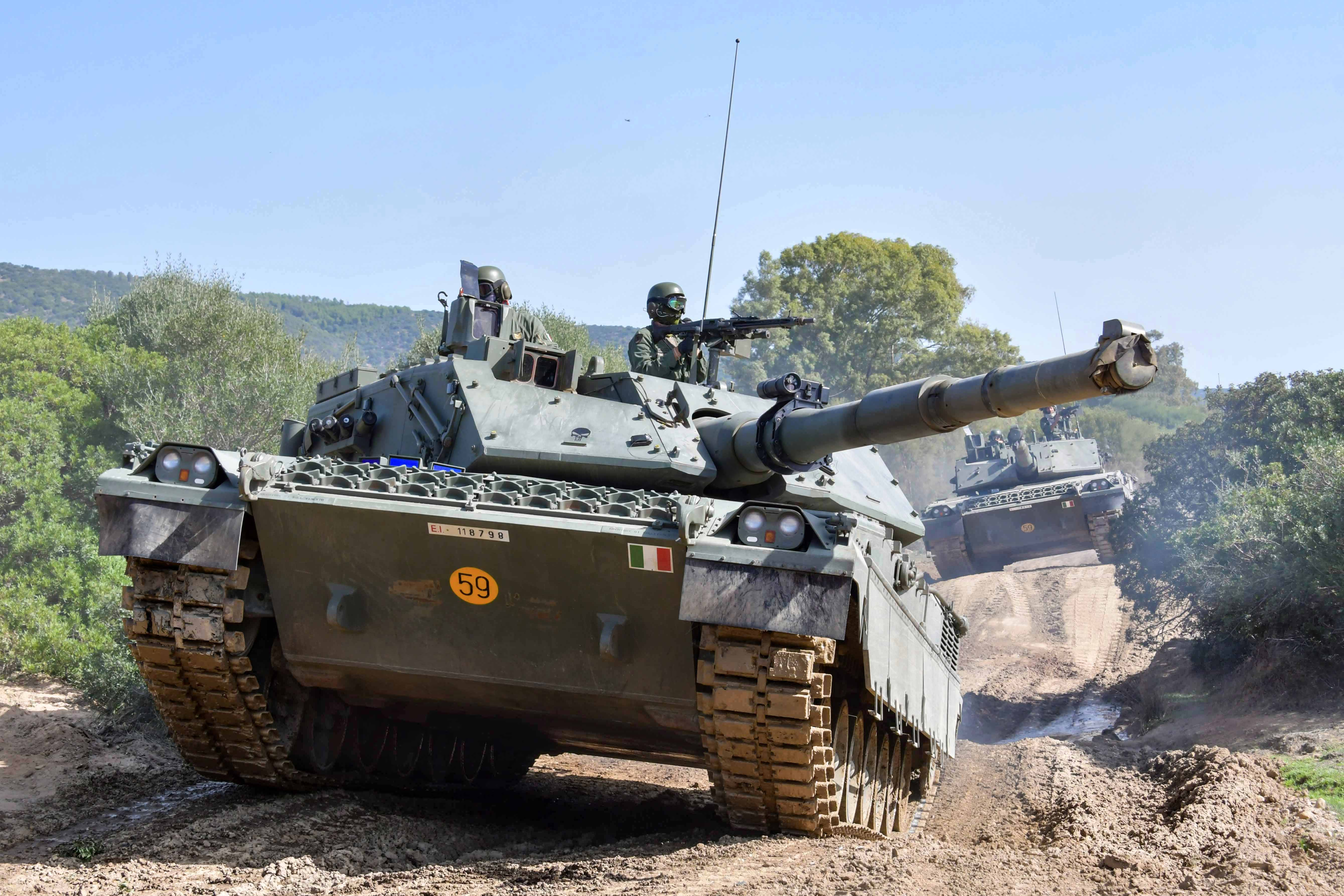
C1 Ariete během výcviku v roce 2022

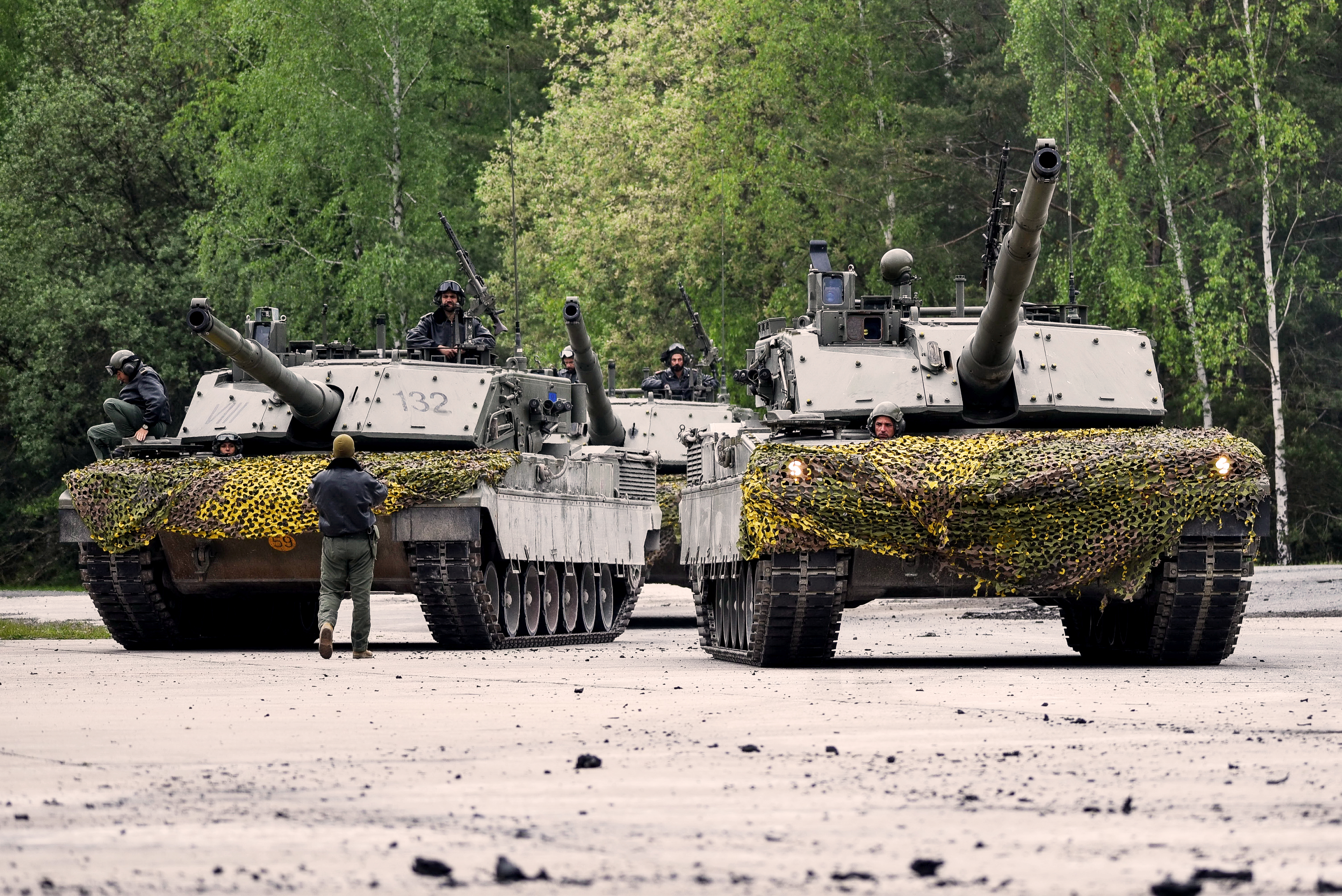
Tanky C1 Ariete během akce Strong Europe Tank Challenge (SETC)

Podle požadavků italské armády měl mít tank hmotnost do 50 t, stabilizovaný kanon ráže 120 mm a moderní elektronický systém řízení palby. Jeho mobilita a pancéřová ochrana neměla být horší než u německého tanku Leopard 2. Tank měl být připraven i na budoucí modernizace.
Pro testy bylo vyrobeno šest prototypů. První byl vyroben v lednu 1987 a v březnu téhož roku byl představen veřejnosti. Očekávalo se, že koncem roku 1990 nebo nejpozději následující rok dojde k zahájení sériové výroby. Termíny se však začaly postupně posouvat a sériová výroba se rozběhla až v roce 1995. Původně bylo zamýšleno vyrobit 700 kusů, jenže konec studené války způsobil snižování stavů (nejen) italské armády, výsledné číslo se ustálilo na 200 vyprodukovaných strojích.
Podle některých zdrojů v současnosti probíhá vývoj modernizované verze Ariete Mk2. V roce 2004 jej italská armáda poprvé nasadila v Iráku během operace Antica Babilonia.
Dne 2. srpna 2023 byl uzavřen kontrakt s konsorciem CIO (joint venture společností Iveco a Oto Melara) na modernizaci devadesáti tanků Ariete s opcí na dalších 35 kusů. Hodnota kontraktu je 848,8 milionu eur. Souběžně s tím Itálie objedná německé tanky Leopard 2A8, aby získala přes 250 tanků obou typů.

## Konstrukce
Tank má klasické uspořádání s pracovištěm řidiče v přední část korby, bojovým prostorem a osádkovou věží – nabíječ, střelec a velitel – ve střední části a motorovo-převodovým prostorem v zadní části.

### Ochrana

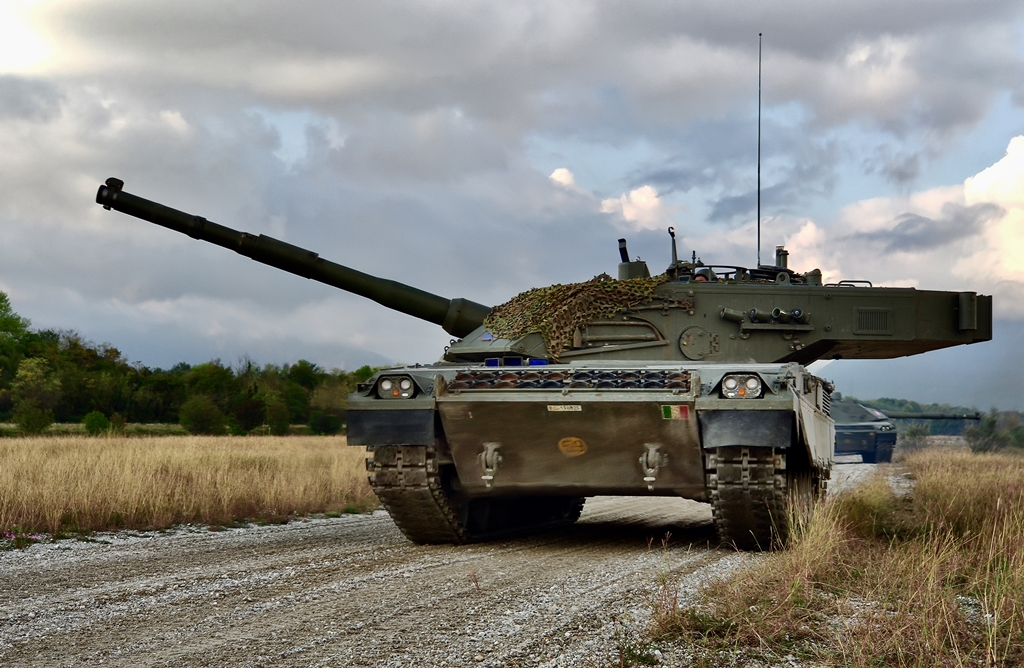
C1 Ariete

Korba a věž jsou svařeny z ocelových plátů. Na exponovaných místech je pancéřování navýšeno kompozitním pancířem, kevlarem a keramikou. Vnitřní prostory osádky mají protistřepinové polstrování. Úroveň pancéřové ochrany má být podle italských tvrzení srovnatelná s tanky M1A1 Abrams nebo Leopard 2A4.

### Výzbroj

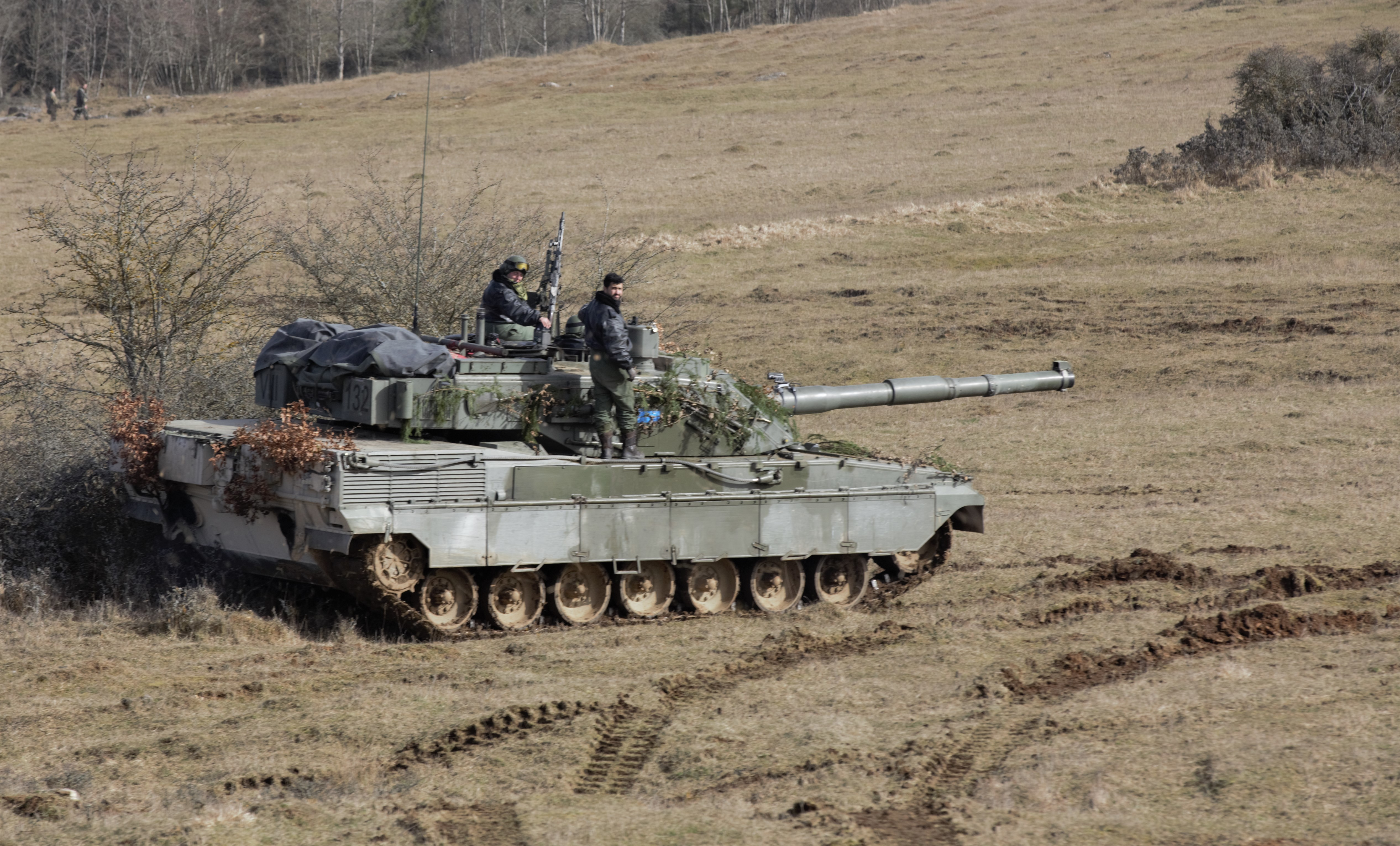
C1 Ariete

Primární zbraní tanku je 120mm kanón s hladkým vývrtem hlavně, která má délku 44 ráží. Zbraň by měla být srovnatelná s německým tankovým kanónem Rheinmetall L/44. Náměrový rozsah je od -9 do +20 stupňů. Střelivo pro kanón je jednodílné dle norem NATO s několika druhy projektilů. Palebný průměr činí 42 kusů munice, přičemž 15 kusů je umístěno v pohotovostním úložišti v zadní části věže a zbylých 27 kusů se nachází v korbě u nabíječe a vlevo od stanoviště řidiče.
Sekundární výzbroj tvoří dva (výjimečně tři) kulomety MG3 ráže 7,62 mm, z nichž jeden je spřažen s kanónem a druhý namontován na střeše. Na bocích věže jsou umístěny dvě čtveřice vrhače dýmových granátů kalibru 80 mm.

### Pohon
Tank je poháněn kapalinou chlazeným dvanáctiválcovým čtyřtaktním vznětovým motorem Fiat V-12 MTCA (Modular TurboCompresso Aftercooler). Výkon motoru je 970 kW (1247 koní), tanku poskytuje maximální rychlost 65 km/h a dojezd 550 km.

## Uživatelé
- Itálie - 200 kusů
  - 3. tankový prapor
  - 8. tankový prapor
  - 20. tankový prapor

Tank byl zkoušen armádami Španělska a Řecka, oba státy si ale vybraly německý Leopard 2.